# Volodymyr Kovalchuk
Pour les articles homonymes, voir Kovalchuk.
Volodymyr Oleksandrovytch Kovaltchouk (en ukrainien : Володимир Олександрович Ковальчук) est un joueur ukrainien de volley-ball né le 22 avril 1984. Il mesure 1,95 m et joue passeur. Il est international ukrainien.

## Clubs
| Club                     | De        | À         |
| ------------------------ | --------- | --------- |
| Iurakademia Kharkiv      | 2003-2004 |           |
| Azot Tcherkassy          |           |           |
| Krymsoda Krasnoperekopsk |           | 2012-2013 |
| VK Lokomotiv Kharkiv     | 2013-2014 | ...       |

## Palmarès
- Championnat d'Ukraine
  - Finaliste : 2004, 2013